# Colin Dexter
Norman Colin Dexter (Stamford, 29 settembre 1930 – Oxford, 21 marzo 2017) è stato uno scrittore britannico, conosciuto per aver creato il personaggio dell'Ispettore Morse.

## Biografia
Figlio di un tassista, Dexter è stato educato alla St. John's Infants School, Bluecoat Junior School, dalla quale ha ottenuto una borsa di studio per la Stamford School, una scuola privata per ragazzi, dove uno dei suoi coetanei era il capitano del cricket internazionale e il giocatore di rugby MJK Smith. Dopo aver lasciato la scuola, Dexter completò il servizio militare con il Royal Corps of Signals e poi si iscrisse alla facoltà di Lettere classiche del Christ's College di Cambridge, laureandosi nel 1953 e conseguendo un master nel 1958.
Dexter è stato uno dei massimi specialisti britannici di enigmistica e soprattutto di parole crociate, dote che utilizzò spesso nelle complicate trame dei suoi libri e che volle trasmettere al suo investigatore Endeavour Morse.
Nel 1954 Dexter iniziò la sua carriera di insegnante nelle East Midlands, diventando assistente di lingue classiche (greco e latino) alla Wyggeston School, Leicester. Fino al 1966 Dexter ha lavorato come insegnante, ma il progredire della sordità, che lo affliggeva fin da giovane, lo ha costretto a lasciare la cattedra e a dedicarsi a compiti amministrativi all'Università di Oxford. Nel 1988 andò in pensione.
Nel 1999, per ulteriori problemi di salute (soffriva di diabete), Dexter decise di concludere la serie dell'ispettore Morse e ritirarsi dall'attività letteraria, fatta eccezione per qualche successivo racconto sparso. Solo nel penultimo romanzo di Dexter, La morte mi è vicina, viene rivelato il nome di battesimo di Morse, tenuto segreto - esclusa la lettera iniziale - per l'intero ciclo. Nel 2000 dichiarò di condividere le stesse opinioni sulla politica e la religione dell'ispettore Morse, che fu ritratto come ateo nel romanzo finale Il giorno del rimorso. Nello stesso anno venne insignito del titolo di Ufficiale dell'Ordine dell'Impero Britannico (OBE).
È morto il 21 marzo 2017 ad Oxford all'età di 86 anni.

## Carriera di scrittore
I libri iniziali scritti da Dexter erano libri di testo di studi generali. Ha iniziato a scrivere mistery nel 1972, durante una vacanza in famiglia. Last Bus to Woodstock è stato pubblicato nel 1975 e ha introdotto il personaggio dell'ispettore Morse, l'investigatore irascibile i cui prediletti sono le parole crociate criptiche, la letteratura inglese, la birra inglese e la musica di Wagner (temi che riflettono gli entusiasmi di Dexter). I romanzi di Dexter sono caratterizzati da una robusta miscela di ironia tipicamente britannica e di smisurata erudizione letteraria e musicale: Morse è un grande appassionato di Richard Wagner, fa largo sfoggio di citazioni, alcune delle quali inventate di sana pianta dall'autore e da lui attribuite al fittizio lessicografo "Diogenes Small", del quale Dexter ha anche costruito una fasulla bio-bibliografia.
Col romanzo Questione di metodo (The Wench Is Dead), Dexter volle rendere omaggio ad una celebre esponente del giallo classico inglese, Josephine Tey; come nel romanzo della Tey La figlia del tempo (The Daughter of Time), scritto nel 1951, in cui il protagonista, l'ispettore Alan Grant, è costretto a letto da una malattia e, per passare il tempo, ripercorre ed infine risolve un famoso mistero storico, così nel libro di Dexter l'ispettore Morse - in un'analoga situazione - risolve un caso del passato.
I romanzi di Dexter sono stati tradotti in italiano prima da Longanesi e successivamente da Giallo Mondadori, restando infine a lungo fuori catalogo. Dal 2010 al 2019, l'Editore Sellerio ha ritradotto e pubblicato tutti i titoli della serie dell'ispettore Morse.

## Serie televisive
L'Ispettore capo della Thames Valley Police Endeavour Morse divenne popolarissimo in Gran Bretagna anche grazie a una fortunata serie televisiva di 33 episodi, intitolata Inspector Morse, interpretata da John Thaw e Kevin Whately e trasmessa ininterrottamente dal 1987 al 2000, nella quale lo stesso Dexter - alla maniera di Alfred Hitchcock - è apparso quasi in ogni episodio in un cameo. Dopo la morte di Thaw, nel 2002, è stata varata - sempre con la supervisione di Dexter - una nuova serie televisiva, lo spin-off Lewis, il cui protagonista è l'ex sergente e spalla di Morse, Robbie Lewis (ancora interpretato da Kevin Whately), promosso ispettore dopo la scomparsa del suo vecchio capo. In questa nuova serie l'assistente di Lewis è il giovane sergente James Hathaway, interpretato da Laurence Fox. Di Lewis sono state realizzate e trasmesse 9 stagioni, l'ultima andata in onda nel 2015. A differenza della serie Morse, la Thames Valley Police non ha qui consentito l'utilizzo del proprio nome e la produzione è stata costretta a inventarsi una fittizia Oxfordshire Police, un corpo di polizia non esistente nella realtà. Nel 2012 è stato girato e trasmesso il pilota di una nuova serie, Endeavour - The Origins of Inspector Morse, ambientata nel 1965 e in cui Shaun Evans interpreta il giovane Morse ai suoi esordi investigativi. Il successo di questo prequel ha spinto la produzione ad allestire altri episodi: nel 2023 la serie è giunta alla nona ed ultima stagione con 36 episodi complessivi (incluso un episodio pilota).

## Opere

### Serie dei romanzi con l'Ispettore Morse
Le prime versioni italiane, pubblicate per i tipi di Longanesi e poi Mondadori, sono esaurite.
| Anno | Titolo EN                          | Anno I° ed. italiana | Titolo italiano                                 | Traduz.                                     | Editore                             | Note                                              | ISBN                   |
| ---- | ---------------------------------- | -------------------- | ----------------------------------------------- | ------------------------------------------- | ----------------------------------- | ------------------------------------------------- | ---------------------- |
| 1975 | Last Bus to Woodstock              | 1988                 | L'ultima corsa per Woodstock                    | Franca Tazzi                                | Milano, Longanesi                   | Collana Mistery n.9                               |                        |
|      |                                    | 1999                 | L'ultima corsa per Woodstock                    | Franca Tazzi                                | Il Giallo Arnoldo Mondadori Editore | n. 2620                                           |                        |
|      |                                    | 2010                 | L'ultima corsa per Woodstock                    | Luisa Nera                                  | Palermo, Sellerio                   | Collana La memoria, Collana Promemoria n.5, 2023  | ISBN 978-88-389-2440-8 |
| 1976 | Last Seen Wearing                  | 1991                 | L'ispettore Morse e la ragazza scomparsa        | Giuseppina Caricchio                        | Il Giallo Arnoldo Mondadori Editore | n. 2221                                           |                        |
|      |                                    | 2011                 | Al momento della scomparsa la ragazza indossava | Luisa Nera                                  | Palermo, Sellerio                   | Collana La memoria, Collana Promemoria n.22, 2022 | ISBN 978-88-389-2553-5 |
| 1977 | The Silent World of Nicholas Quinn | 1988                 | Un puzzle per l'ispettore Morse                 | Francesca Aversa                            | Milano, Longanesi                   |                                                   |                        |
|      |                                    | 2000                 | Un puzzle per l'ispettore Morse                 | Francesca Aversa                            | Il Giallo Arnoldo Mondadori Editore | n. 2670                                           |                        |
|      |                                    | 2012                 | Il mondo silenzioso di Nicholas Quinn           | Luisa Nera                                  | Palermo, Sellerio                   | Collana La memoria                                | ISBN 978-88-389-2613-6 |
| 1979 | Service of All the Dead            | 1988                 | Delitti nella cattedrale                        | Emilia Benghi                               | Milano, Longanesi                   |                                                   |                        |
|      |                                    | 2000                 | Delitti nella cattedrale                        | Emilia Benghi                               | Il Giallo Arnoldo Mondadori Editore | n. 2692                                           |                        |
|      |                                    | 2012                 | Niente vacanze per l'ispettore Morse            | Luisa Nera                                  | Palermo, Sellerio                   | Collana La memoria                                | ISBN 978-88-389-2752-2 |
| 1981 | The Dead of Jericho                | 1998                 | I morti di Jericho                              | Mauro Boncompagni                           | Il Giallo Arnoldo Mondadori Editore | n. 2576 (giugno)                                  |                        |
|      |                                    | 2013                 | L'ispettore Morse e le morti di Jericho         | Luisa Nera                                  | Palermo, Sellerio                   | Collana La memoria                                | ISBN 978-88-389-3020-1 |
| 1983 | The Riddle of the Third Mile       | 1992                 | Il mistero del terzo miglio                     | Giuseppina Caricchio                        | Il Giallo Arnoldo Mondadori Editore | n. 2260                                           |                        |
|      |                                    | 2014                 | Il mistero del terzo miglio                     | Luisa Nera                                  | Palermo, Sellerio                   | Collana La memoria                                | ISBN 978-88-389-3143-7 |
| 1986 | The Secret of Annexe 3             | 1992                 | Il mistero della stanza n. 3                    | Giuseppina Caricchio                        | Il Giallo Arnoldo Mondadori Editore | n. 2288                                           |                        |
|      |                                    | 2014                 | Il segreto della camera 3                       | Luisa Nera                                  | Palermo, Sellerio                   | Collana La memoria                                | ISBN 978-88-389-3231-1 |
| 1989 | The Wench Is Dead                  | 1990                 | Questione di metodo                             | Giuseppina Caricchio                        | Il Giallo Arnoldo Mondadori Editore | n. 2173                                           |                        |
|      |                                    | 2015                 | La fanciulla è morta                            | Luisa Nera                                  | Palermo, Sellerio                   | Collana La memoria                                | ISBN 978-88-389-3289-2 |
| 1991 | The Jewel That Was Ours            | 1995                 | Il gioiello per l'ispettore Morse               | Giuseppina Caricchio                        | Il Giallo Arnoldo Mondadori Editore | n. 2427                                           |                        |
|      |                                    | 2016                 | Il gioiello che era nostro                      | Luisa Nera                                  | Palermo, Sellerio                   | Collana La memoria                                | ISBN 978-88-389-3450-6 |
| 1992 | The Way Through the Woods          | 1996                 | La strada nel bosco                             | Giuseppina Caricchio                        | Il Giallo Arnoldo Mondadori Editore | n. 2459                                           |                        |
|      |                                    | 2016                 | La strada nel bosco                             | Luisa Nera                                  | Palermo, Sellerio                   | Collana La memoria                                | ISBN 978-88-389-3574-9 |
| 1994 | The Daughters of Cain              | 1996                 | L'enigma dei coltelli                           | Lia Volpatti                                | Il Giallo Arnoldo Mondadori Editore | n. 2496                                           |                        |
|      |                                    | 2017                 | Le figlie di Caino                              | Luisa Nera                                  | Palermo, Sellerio                   | Collana La memoria                                | ISBN 978-88-389-3690-6 |
| 1996 | Death Is Now My Neighbour          | 1997                 | Il passo falso                                  | A. M. Francavilla                           | Il Giallo Arnoldo Mondadori Editore | n. 2534                                           |                        |
|      |                                    | 2018                 | La morte mi è vicina                            | Luisa Nera                                  | Palermo, Sellerio                   | Collana La memoria                                | ISBN 978-88-389-3805-4 |
| 1999 | The Remorseful Day                 | 2000                 | Sipario per l'ispettore Morse                   | Mauro Boncompagni                           | Il Giallo Arnoldo Mondadori Editore | n. 2708                                           |                        |
|      |                                    | 2019                 | Il giorno del rimorso                           | Luisa Nera, con una nota di Giulio Giorello | Palermo, Sellerio                   | Collana La memoria n.1141                         | ISBN 978-88-389-3971-6 |

## Novelle e raccolte di racconti
- The Inside Story (1993)
- Neighbourhood Watch (1993)
- Morse's Greatest Mystery (1993); anche pubblicato con il titolo As Good as Gold
  - Il più grande mistero di Morse e altre storie (Morse's greatest mystery and other stories), traduzione di Luisa Nera, con una nota di Marco Malvaldi, Collana La memoria n.1205, Palermo, Sellerio, 2021; ISBN 978-88-389-4233-4.

  1. "As Good as Gold" (Morse)
  2. "Morse's Greatest Mystery" (Morse)
  3. "Evans Tries an O-Level"
  4. "Dead as a Dodo" (Morse)
  5. "At the Lulu-Bar Motel"
  6. "Neighbourhood Watch" (Morse)
  7. "A Case of Mis-Identity" (a Sherlock Holmes pastiche)
  8. "The Inside Story" (Morse)
  9. "Monty's Revolver"
  10. "The Carpet-Bagger"
  11. "Last Call" (Morse)

## Premi Letterari
- Nel 1979 vince il Silver Dagger Award con il romanzo Service of All the Dead[3].
- Nel 1981 vince il Silver Dagger Award con il romanzo The Dead of Jericho[3].
- Nel 1989 vince il Gold Dagger Award con il romanzo The Wench is Dead[4].
- Nel 1992 vince il Gold Dagger Award con il romanzo The Way Through the Woods[4].
- Nel 1996 vince il Premio Macavity con il romanzo Evans Tries an O-Level[5].
- Nel 1997 ottiene il premio Cartier Diamond Dagger alla carriera[6].